# Нидерхаузен-ан-дер-Аппель
Нидерхаузен-ан-дер-Аппель (нем. Niederhausen an der Appel) — община в Германии, в земле Рейнланд-Пфальц. 
Входит в состав района Доннерсберг. Подчиняется управлению Альзенц-Обермошель.  Население составляет 235 человек (на 31 декабря 2010 года). Занимает площадь 5,46 км².